# آتسوشی کاواتا
آتسوشی کاواتا (انگلیسی: Atsushi Kawata؛ زادهٔ ۱۸ سپتامبر ۱۹۹۲) بازیکن فوتبال اهل ژاپن است.
از باشگاه‌هایی که در آن بازی کرده‌است می‌توان به باشگاه فوتبال آلبیرکس نیگاتا اشاره کرد.